# هاوکر تورنادو
هاوکر تورنادو (به انگلیسی: Hawker Tornado) یک هواپیمای ساختِ کارخانهٔ هاوکر ایرکرفت در کشور بریتانیا است. نخستین استفاده‌کنندهٔ این هواپیما نیروی هوایی سلطنتی بریتانیا بوده‌است. این هواپیما برای نخستین بار در ۶ اکتبر ۱۹۳۹ میلادی مورد استفاده قرار گرفت.